# 黒仔豚亭

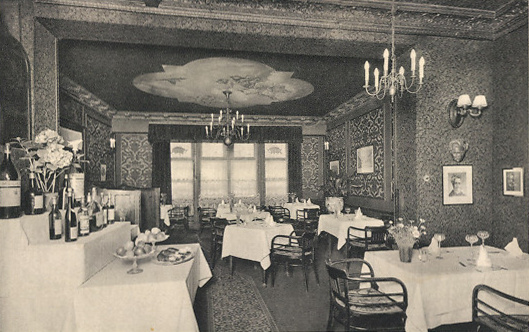
黒仔豚亭（1920年代の写真）

黒仔豚亭（くろこぶたてい、ツム・シュヴァルツェン・フェルケル、Zum schwarzen Ferkel）は、ベルリンのウンター・デン・リンデンとNeue Wilhelmstrasse通りの角にあった居酒屋。日本語での訳語は「黒仔豚亭」の他、「黒い子豚」や、「黒い子豚亭」、「黒仔豚」などがある。

## 概要
古くは、ハインリヒ・ハイネ、ロベルト・シューマン、E.T.A.ホフマンらが訪れたといわれるが、1890年代には、ヨハン・アウグスト・ストリンドベリ、エドヴァルド・ムンクら北欧の芸術家や、ポーランド出身のスタニスワフ・プシビシェフスキが集ったことで知られる。
当時の店主はGustav Türkeで、Gustav Türkes Weinhandlung und Probierstubeという店名であったが、ストリンドベリが、入口にかけてあるワインの酒袋が黒い仔豚に似ていると言って、黒仔豚亭と名付けた。店主もこれを喜んで受け入れた。
ストリンドベリがベルリンを訪れたのは、1892年で、スウェーデンの作家Ola Hanssonとその妻で批評家のLaura Marholmの招きによるものであった。当初はこの夫婦の家に滞在していたが、やがてベルリン中心部に移り、Gustav Türkeの店の近くに住むようになった。
初め、ストリンドベリの周りに集まったのは、フィンランドの作家Adolf Paul、ドイツの作家リヒャルト・デーメル、医師Carl Ludwig Schleich、ポーランドのジャーナリストスタニスワフ・プシビシェフスキらであり、いずれも以前Ola Hanssonの家に集まっていたメンバーであった。その後、北欧からベルリンを訪れた者が加わるようになり、エドヴァルド・ムンクは、1892年10月に展覧会開催のためベルリンを訪れてからよく参加するようになった。同年11月にはノルウェーの作家Gunnar Heibergが加わった。そのほか、クリスチャン・クローグとその妻オーダ・クローグ、作家Axel Maurer、詩人Gabriel Finneなどが参加した。ムンクとデンマークの詩人Holger Drachmannがけんかをしたことで、ストリンドベリは、一時、グループを去った。彼は、オーストリアのジャーナリストFrida Uhlと婚約した後、黒仔豚亭に戻ってきた。同じ頃、ムンクは、ノルウェーの音楽学生ダグニー・ユールをこのサークルに紹介したが、彼女はサークルの数々の男性と関係を持ち、その中には婚約したばかりのストリンドベリも含まれていた。最終的に、ダグニーは1893年8月18日にプシビシェフスキと結婚した。ダグニーは、その後プシビシェフスキと別れ、1901年、トビリシで愛人に殺された。ムンクもまた彼女を愛していたが、彼女を作品『嫉妬』のモデルとしていると考えられている。
Adolf Paulは、1914年、黒仔豚亭のサークルのことをStrindberg-Erinnerungen und -Briefeという本に書き、ストリンドベリも遺作となった小説Klostretで書いている。